# Métisse(s)
Albums de Yannick Noah
Pokhara
(2003) Charango
(2006)
Singles
1. Métisse(s)
Sortie : 13 juin 2005

Métisse(s) est le sixième album du chanteur français Yannick Noah sorti le 6 juin 2005 et édité par Sony BMG Music Entertainment sous le label San Paolo. Il inclut quatre chansons tirées de l'album Pokhara enregistrées en concert en 2004 et de nouveaux enregistrements studio.

## Compositions
La chanson Métisse(s) est interprétée en duo avec Disiz. Une rencontre initiée par Disiz à la suite du film Dans tes rêves. Jimmy Cliff, qui a aussi pris l'initiative de la rencontre, participe à la chanson Take your time. Quant à J'aurais dû comprendre, elle est interprétée en duo avec Myriam Vialatte.
L'album inclut aussi deux reprises du groupe de rock français Téléphone, La bombe humaine et le Jour s'est levé, dont les membres Jean-Louis Aubert et Louis Bertignac participèrent aux concerts de soutien à son association, Les Enfants de la Terre.

### Liste des chansons
| No  | Titre                                             | Durée |
| --- | ------------------------------------------------- | ----- |
| 1.  | Métis(se) (feat. Disiz)                           |       |
| 2.  | Take your time (feat. Jimmy Cliff)                |       |
| 3.  | Ose (live)                                        |       |
| 4.  | Mon Eldorado "Du Soleil" (live)                   |       |
| 5.  | Yé Mama Yé (live)                                 |       |
| 6.  | J'aurais dû comprendre (live)                     |       |
| 7.  | La bombe humaine (live)                           |       |
| 8.  | La voix des sages "No more fighting" (live)       |       |
| 9.  | C'est pour toi (piste cachée sur l'album Pokhara) |       |
| 10. | En attendant                                      |       |
| 11. | Le jour s'est levé                                |       |

## Ventes
Le disque se classe second des ventes en France et 28e des ventes en Suisse en première semaine.